# Бригантина
Бригантина или бригантин је назив за мали ратни брод једрењак из 16. вијека са два јарбола, два латинска једра и 8-16 весала на сваком боку. Бригантина има крстасто једриље само на предњем јарболу.
У 18. вијеку се развио у једрењак са депласманом 200—500 тона и са два јарбола. Предњи је сада са крстастим а крмени са сошним једрима. Наоружан је са 10-20 топова на палуби која је отворена. Користио се за помоћне службе као што су извиђање и заштита конвоја, слично као брик. Кориштен је често и као пиратски брод.
У 19. вијеку бригантин нестаје као врста брода.